# Claude-René Bacot de Romand
Pour les articles homonymes, voir Bacot.
Pour les autres membres de la famille, voir Famille Bacot.
Claude-René Bacot de Romand 1er baron Bacot de Romand (9 octobre 1782 - 29 mars 1853) est un homme politique et haut fonctionnaire français.

## Biographie

### Vie privée
Il est le fils de César Bacot, riche propriétaire, et d'Élisabeth Étignard de La Faulotte, ainsi que le frère de César-Joseph Bacot, officier et député d'Indre-et-Loire, et le neveu d'Alexandre Bacot.
Claude-René suit ses études en Allemagne et en Italie.

### Vie publique

#### Premier EmpireetCent-Jours
Il est nommé auditeur au Conseil d'État en 1811. Préfet d'Indre-et-Loire en 1814, il conserve ce poste sous la première Restauration, demande un congé pour motif de santé au retour de l'île d'Elbe, mais se rend à Paris où il attend le retour de Gand ; il est alors nommé préfet de Loir-et-Cher.

#### Restauration
Le 22 août 1815, il est élu député par le collège du département d'Indre-et-Loire et vote avec la majorité. Il est créé baron héréditaire, le 16 mai 1816, à la signature de son contrat de mariage avec Mlle de Romand, puis préfet de Vaucluse, le 19 février 1817, fonction qu'il décline. Le 6 mars 1824, le même collège d'Indre-et-Loire le réélut à la Chambre des députés. À la séance du 17 février 1825, lors de la discussion du milliard des émigrés, il expose que la Chambre ne peut pas se contenter d'une estimation arbitraire des biens enlevés aux émigrés, et demande que toutes les confiscations subissent une règle uniforme d'estimation basée sur la contribution foncière actuelle. Il est à nouveau réélu, le 24 novembre 1827, et est nommé directeur général des Contributions indirectes le 13 mars 1828, et conseiller d'État le 20 mars suivant.

#### Monarchie de Juillet
Il conserve ses fonctions jusqu'à la révolution de 1830, où il rentre dans la vie privée.
Il a publié à Tours, en 1823, un ouvrage sous le titre: Observations administratives.

## Famille
Il épouse, le 6 mai 1816 à Paris, Marie Françoise Clémence de Romand (1782-1853), fille de Balthazard Emmanuel Étienne de Romand et de Thérèse Madeleine Mélanie Wey. Ils ont trois enfants.
- Jules Dieudonné Bacot de Romand, 2e baron Bacot de Romand (11 décembre 1821 - 1916) épouse Juliette de Bourqueney (1838 - 31 janvier 1917), dont descendance ;
- Marie-Thérèse Bacot de Romand (17 avril 1824 - 17 avril 1900) épouse Louis Alfred de Ferrières de Sauvebœuf (27 mars 1812 - 17 octobre 1862), dont descendance ;
- Alix Françoise Perrine Bacot de Romand (20 février 1827 - 9 février 1919) épouse Alfred Marie Gabriel de Laage de Meux, baron de Laage (7 octobre 1819 - 31 juillet 1906), dont descendance.

## Distinctions

### Décorations françaises
- Officier de la Légion d'honneur
  -  Chevalier de la Légion d'honneur